# Nancy Swider-Peltz Jr.
Nancy Swider-Peltz Jr. (ur. 10 stycznia 1987 w Maywood, Illinois, Stany Zjednoczone) – amerykańska łyżwiarka szybka.
Startowała na Igrzyskach w Vancouver. W biegu na 3000 metrów zajęła 9. miejsce. W biegu drużynowym, razem z Catherine Raney-Norman, Jennifer Rodriguez i Jilleanne Rookard, zajęła 4. miejsce.